# Droga krajowa nr 40 (Polska)
Droga krajowa nr 40 (DK40, także Trasa Sudecka) – droga krajowa klasy G o długości 102,777 km przebiegająca przez województwa: opolskie i śląskie. Prowadzi od granicy z Czechami w Głuchołazach do Pyskowic, gdzie kończy swój bieg, krzyżując się z drogą krajową nr 94 oraz drogą wojewódzką nr 901. Jest ważnym połączeniem komunikacyjnym, ponieważ łączy strefę Górnośląskiego Okręgu Przemysłowego z uprzemysłowionymi terenami powiatów: kędzierzyńsko-kozielskiego i prudnickiego oraz granicą polsko-czeską. Bezkolizyjnie przecina autostradę A4 i drogę krajową nr 88 na węźle „Łany”. Powstała z połączenia kilku dawnych dróg krajowych.
Droga na prawie całej długości ma nawierzchnię w dobrym stanie.

## Historia numeracji
Na przestrzeni lat trasa posiadała różne oznaczenia i klasyfikacje:

| Numer | Klasyfikacja      | Przebieg                                                                      | Lata obowiązywania   | Źródło | Uwagi                                                                                  |
| ----- | ----------------- | ----------------------------------------------------------------------------- | -------------------- | --- | -------------------------------------------------------------------------------------- |
| ?     | droga państwowa   | granica państwa – Głuchołazy – Prudnik                                        | do 1985              | - Atlas samochodowy Polski 1:500 000. Wyd. IV. Warszawa: Państwowe Przedsiębiorstwo Wydawnictw Kartograficznych, 1965. Brak numerów stron w książce - Samochodowy atlas Polski 1:500 000. Wyd. V. Warszawa: Państwowe Przedsiębiorstwo Wydawnictw Kartograficznych, 1979. ISBN 83-7000-017-7. Brak numerów stron w książce - Samochodowy atlas Polski 1:500 000. Wyd. IX. Warszawa: Państwowe Przedsiębiorstwo Wydawnictw Kartograficznych, 1984. Brak numerów stron w książce | 1. nieznana numeracja przed 1985 rokiem 2. przejście graniczne o ograniczonym dostępie |
| 245   | droga państwowa   | Prudnik – Głogówek – Większyce – Kędzierzyn-Koźle                             | lata 70 XX w. – 1985 | - Atlas samochodowy Polski 1:500 000. Wyd. IV. Warszawa: Państwowe Przedsiębiorstwo Wydawnictw Kartograficznych, 1965. Brak numerów stron w książce - Samochodowy atlas Polski 1:500 000. Wyd. V. Warszawa: Państwowe Przedsiębiorstwo Wydawnictw Kartograficznych, 1979. ISBN 83-7000-017-7. Brak numerów stron w książce - Samochodowy atlas Polski 1:500 000. Wyd. IX. Warszawa: Państwowe Przedsiębiorstwo Wydawnictw Kartograficznych, 1984. Brak numerów stron w książce |                                                                                        |
| ?     | droga drugorzędna | Kędzierzyn-Koźle – Ujazd – Łany – Pyskowice                                   | do 1985              | - Atlas samochodowy Polski 1:500 000. Wyd. IV. Warszawa: Państwowe Przedsiębiorstwo Wydawnictw Kartograficznych, 1965. Brak numerów stron w książce - Samochodowy atlas Polski 1:500 000. Wyd. V. Warszawa: Państwowe Przedsiębiorstwo Wydawnictw Kartograficznych, 1979. ISBN 83-7000-017-7. Brak numerów stron w książce - Samochodowy atlas Polski 1:500 000. Wyd. IX. Warszawa: Państwowe Przedsiębiorstwo Wydawnictw Kartograficznych, 1984. Brak numerów stron w książce | nieznana numeracja przed 1985 rokiem                                                   |
| 412   | droga krajowa     | granica państwa – Głuchołazy – Prudnik                                        | 1985 – 2000          | - Uchwała nr 192 Rady Ministrów z dnia 2 grudnia 1985 r. w sprawie zaliczenia dróg do kategorii dróg krajowych (M.P. z 1986 r. nr 3, poz. 16) - Polska: Atlas samochodowy 1:300 000. Wyd. pierwsze. Warszawa/Wrocław: Polskie Przedsiębiorstwo Wydawnictw Kartograficznych, 1992. ISBN 83-7000-080-0. Brak numerów stron w książce - Polska: Mapa samochodowa 1:700 000. Wyd. 1. Szczecin: Wydawnictwo Kartograficzne KOMPAS, 1996/1997. ISBN 83-904373-2-5. Brak numerów stron w książce - Polska: Mapa samochodowa 1:700 000. Wyd. II zmienione i poprawione. Szczecin: Wydawnictwo Kartograficzne KOMPAS, 1997/1998. ISBN 83-904373-3-3. Brak numerów stron w książce - Rozporządzenie Rady Ministrów z dnia 15 grudnia 1998 r. w sprawie ustalenia wykazu dróg krajowych i wojewódzkich (Dz.U. z 1998 r. nr 160, poz. 1071) – wykaz dróg krajowych przed rokiem 2000 | dozwolony ruch ciężki – dopuszczalny nacisk na oś do 10 ton                            |
| 408   | droga krajowa     | Prudnik – Głogówek – Kędzierzyn-Koźle                                         | 1985 – 2000          | - Uchwała nr 192 Rady Ministrów z dnia 2 grudnia 1985 r. w sprawie zaliczenia dróg do kategorii dróg krajowych (M.P. z 1986 r. nr 3, poz. 16) - Polska: Atlas samochodowy 1:300 000. Wyd. pierwsze. Warszawa/Wrocław: Polskie Przedsiębiorstwo Wydawnictw Kartograficznych, 1992. ISBN 83-7000-080-0. Brak numerów stron w książce - Polska: Mapa samochodowa 1:700 000. Wyd. 1. Szczecin: Wydawnictwo Kartograficzne KOMPAS, 1996/1997. ISBN 83-904373-2-5. Brak numerów stron w książce - Polska: Mapa samochodowa 1:700 000. Wyd. II zmienione i poprawione. Szczecin: Wydawnictwo Kartograficzne KOMPAS, 1997/1998. ISBN 83-904373-3-3. Brak numerów stron w książce - Rozporządzenie Rady Ministrów z dnia 15 grudnia 1998 r. w sprawie ustalenia wykazu dróg krajowych i wojewódzkich (Dz.U. z 1998 r. nr 160, poz. 1071) – wykaz dróg krajowych przed rokiem 2000 | dozwolony ruch ciężki – dopuszczalny nacisk na oś do 10 ton                            |
| 424   | droga krajowa     | Kędzierzyn-Koźle – Ujazd – Łany – Pyskowice                                   | 1985 – 2000          | - Uchwała nr 192 Rady Ministrów z dnia 2 grudnia 1985 r. w sprawie zaliczenia dróg do kategorii dróg krajowych (M.P. z 1986 r. nr 3, poz. 16) - Polska: Atlas samochodowy 1:300 000. Wyd. pierwsze. Warszawa/Wrocław: Polskie Przedsiębiorstwo Wydawnictw Kartograficznych, 1992. ISBN 83-7000-080-0. Brak numerów stron w książce - Polska: Mapa samochodowa 1:700 000. Wyd. 1. Szczecin: Wydawnictwo Kartograficzne KOMPAS, 1996/1997. ISBN 83-904373-2-5. Brak numerów stron w książce - Polska: Mapa samochodowa 1:700 000. Wyd. II zmienione i poprawione. Szczecin: Wydawnictwo Kartograficzne KOMPAS, 1997/1998. ISBN 83-904373-3-3. Brak numerów stron w książce - Rozporządzenie Rady Ministrów z dnia 15 grudnia 1998 r. w sprawie ustalenia wykazu dróg krajowych i wojewódzkich (Dz.U. z 1998 r. nr 160, poz. 1071) – wykaz dróg krajowych przed rokiem 2000 |                                                                                        |
| 40    | droga krajowa     | granica państwa – Głuchołazy – Prudnik – Kędzierzyn-Koźle – Ujazd – Pyskowice | od 2000              | - Zarządzenie nr 6 Generalnego Dyrektora Dróg Publicznych z dnia 9 maja 2000 r. w sprawie nowych numerów dróg krajowych · (wykaz dróg w archiwum Rzeczpospolitej ) - Polska: Mapa samochodowa 1:700 000. Wyd. XXVII. Dom Wydawniczy PWN, 2016. ISBN 978-83-7705-942-5. Brak numerów stron w książce | ograniczenia dla ruchu ciężkiego                                                       |

## Dopuszczalny nacisk na oś
Od 13 marca 2021 roku na drodze dozwolony jest ruch pojazdów o nacisku pojedynczej osi napędowej do 11,5 tony.

### Do 13 marca 2021
Wcześniej droga krajowa nr 40 była objęta ograniczeniami dopuszczalnego nacisku pojedynczej osi:
| Znak | Dopuszczalny nacisk | Odcinek                                                                               |
| ---- | ------------------- | ------------------------------------------------------------------------------------- |
| DK40 | do 11,5 tony        | granica państwa – Głuchołazy – Prudnik – Kędzierzyn-Koźle – Łany (E40 – węzeł „Łany”) |
| DK40 | do 8 ton            | Łany (E40 – węzeł „Łany”) – Pyskowice ()                                              |

Do 2017 roku odcinek od granicy państwa do węzła Łany był dopuszczony do ruchu ciężkiego o nacisku na pojedynczą oś nie przekraczającym 10 ton.

## Zmiany przebiegu
Generalna Dyrekcja Dróg Krajowych i Autostrad udostępniła kierowcom nową Południową obwodnicę Kędzierzyna-Koźla. Obwodnica ta przebiega przez teren Reńskiej Wsi oraz południowym obrzeżem Kędzierzyna-Koźla. Jej długość to 5 km. 7 Listopada 2022 otwarto północny odcinek o długości 14,33 km przebiegający od końca południowej obwodnicy Kędzierzyna aż do granicy z województwem śląskim.

## Ważniejsze miejscowości leżące na trasie DK40
- Głuchołazy (DW411) – granica z Czechami
- Prudnik (DK41, DW414) – obwodnica
- Laskowice (DW417)
- Głogówek (DW416) – planowana obwodnica[11][12]
- Większyce (DK45)
- Reńska Wieś (DK38, DK45, DW418)
- Kędzierzyn-Koźle (DW410, DW418, DW423) – obwodnica[13][14][15][16]
- Ujazd (DW426) – obwodnica[13]
- Łany (A4, DK88)
- Niewiesze (DW907)
- Pyskowice (DK94, DW901)